# 香港懲教博物館

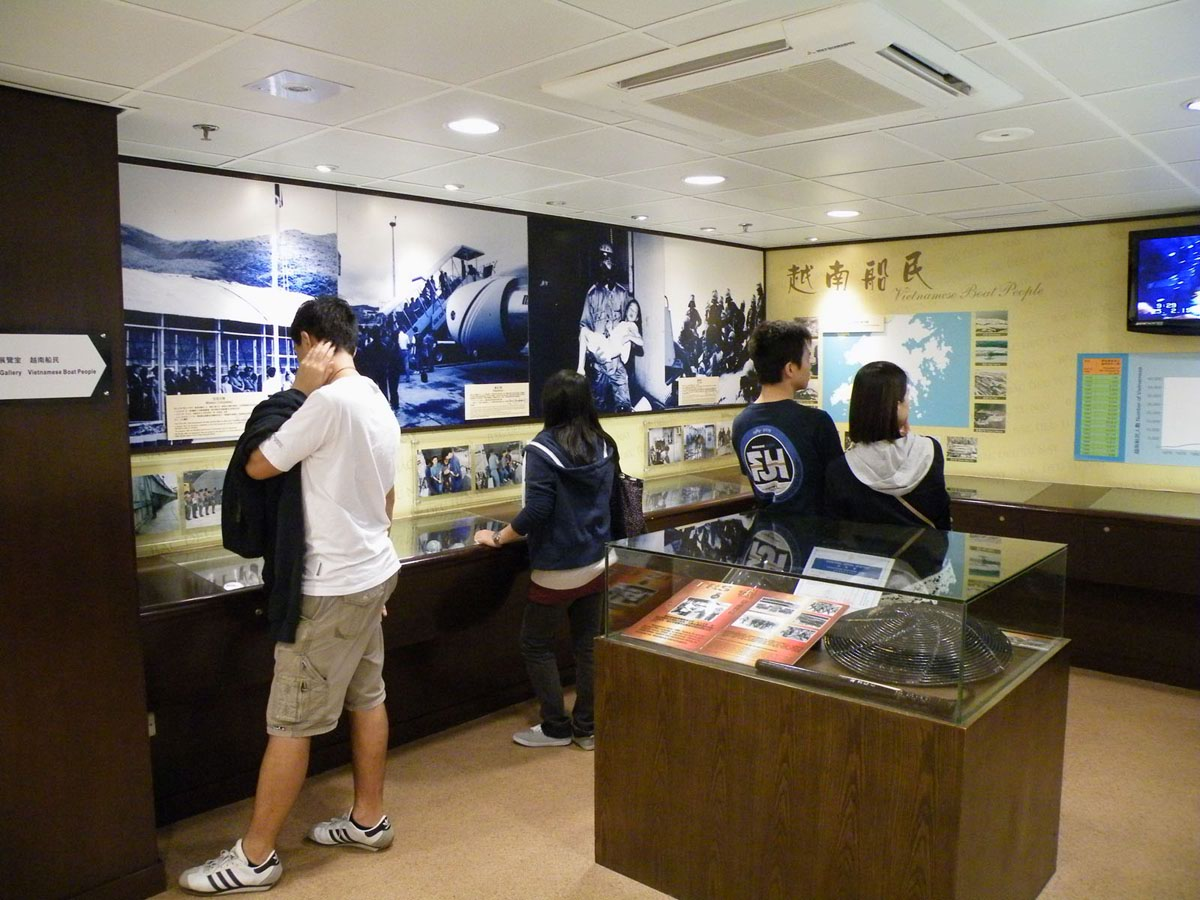
香港懲教博物館六號展覽室

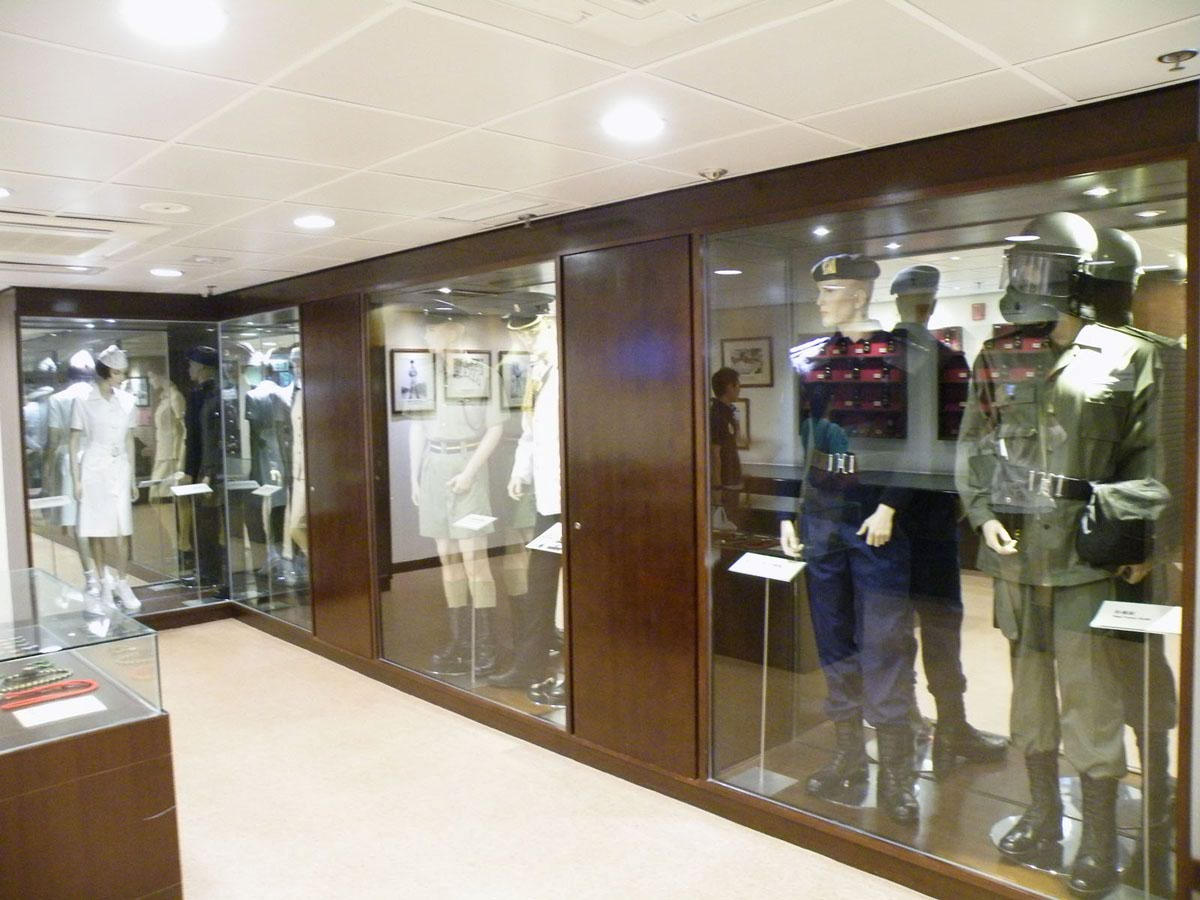
香港懲教博物館五號展覽室

22°12′58.67″N 114°13′4.89″E / 22.2162972°N 114.2180250°E
香港懲教博物館（英語：Hong Kong Correctional Services Museum）是香港懲教署的博物館，位於香港島南區的赤柱，鄰近香港懲教學院，於2002年底正式開放。香港懲教博物館由2009年9月21日起關閉進行翻新工程，於2010年1月29日重新開放。
香港懲教博物館樓高兩層，佔地約480平方米，設有10間展覽室、2間模擬囚室及1座模擬絞刑台，博物館內有逾600多件展覽品，頂部有一座模擬監獄瞭望塔。此外，博物館設有副展覽館，介紹懲教及更生計劃，展示在囚人士的手工藝品等。

## 10間展覽室
1. 刑罰及監禁
2. 監獄歷史及發展
3. 監獄歷史及發展
4. 監獄內貌
5. 職員制服、徽章及裝備
6. 越南船民
7. 自製武器及違禁品
8. 職員點滴
9. 工業及職業訓練組
10. 海外合作及交流[1]

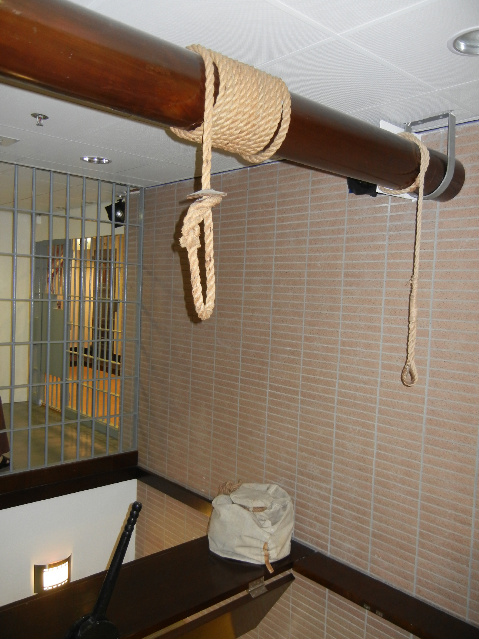
模擬絞刑
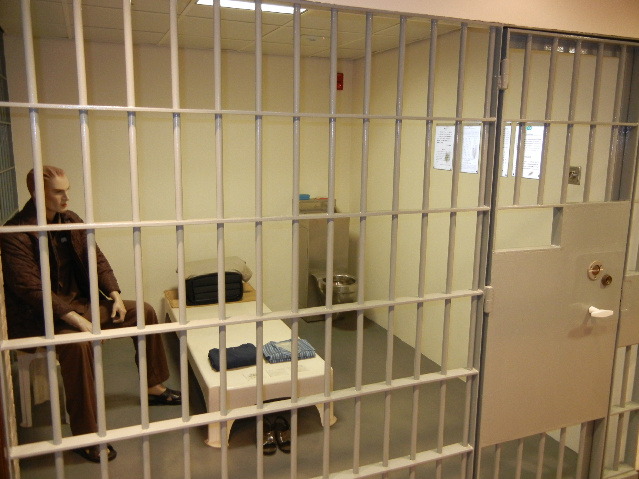
模擬監倉
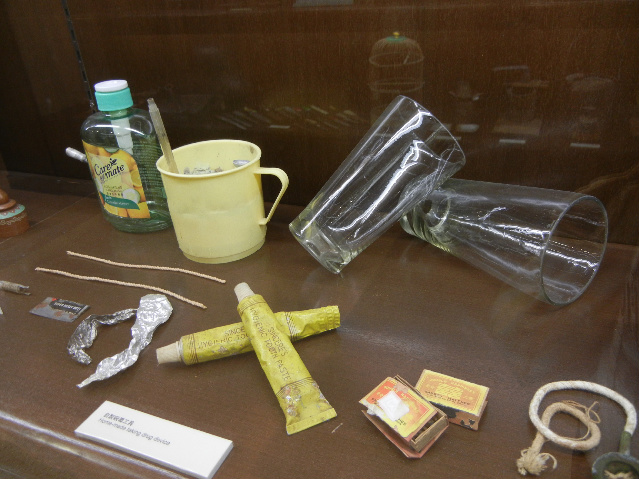
越南船民於難民營自製的吸毒工具
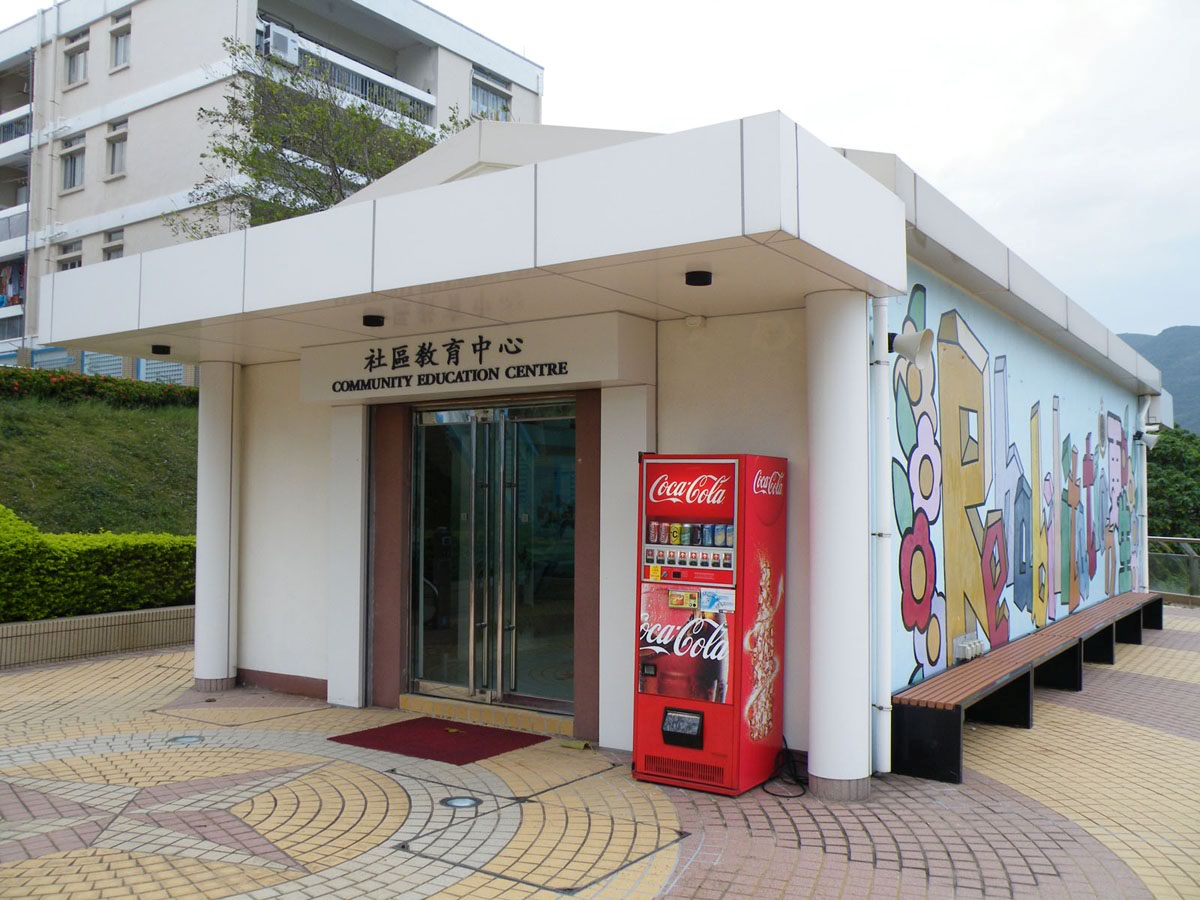
社區教育中心

## 外部連結
- 香港懲教博物館 （页面存档备份，存于），香港懲教署